# Dragozetići
Dragozetići is een plaats in de gemeente Cres in de Kroatische provincie Primorje-Gorski Kotar. De plaats telt 21 inwoners (2001).

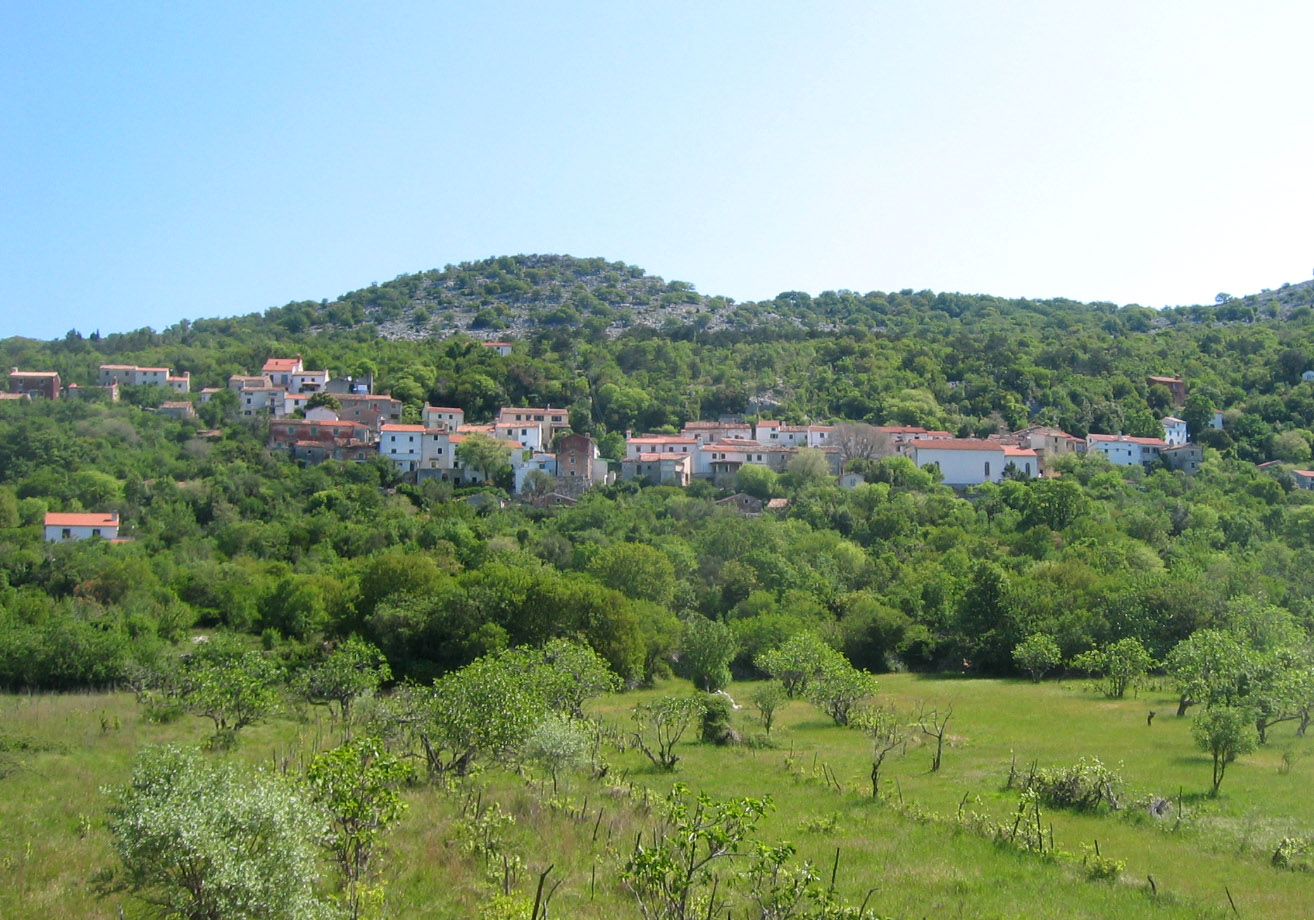
Dragozetići